# Campionatul Mondial de Atletism în sală din 2008
A 12-a ediție a Campionatului Mondial de Atletism în sală s-a desfășurat între 7 și 9 martie 2008 la Valencia, Spania. Au participat 575 de sportivi din 147 de țări.

## Sală
Probele au avut loc la Palatul Velódromo Luis Puig din Valencia. Acesta a fost inaugurat în anul 1992.

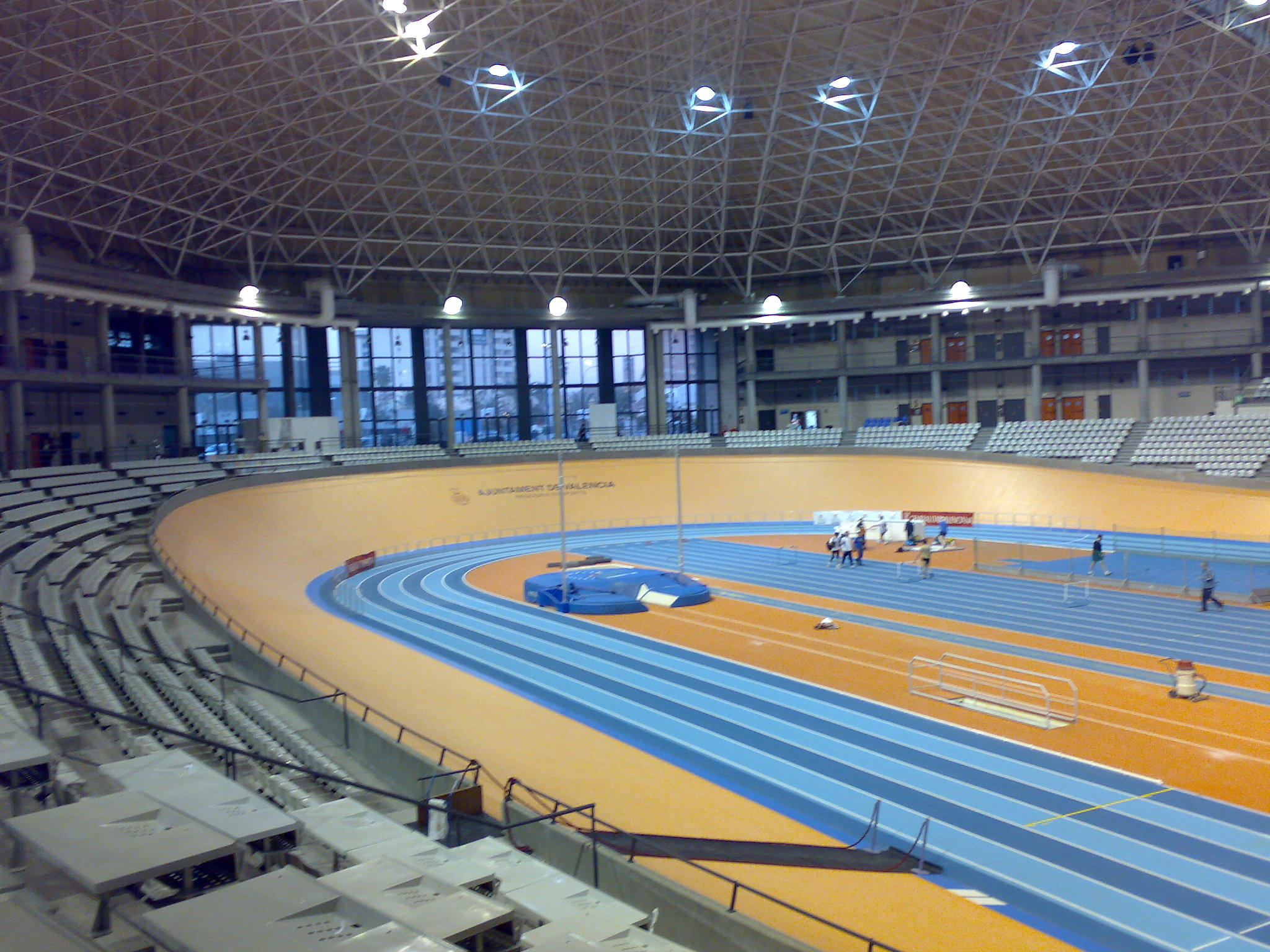
Palau Velòdrom Lluís Puig din Valencia
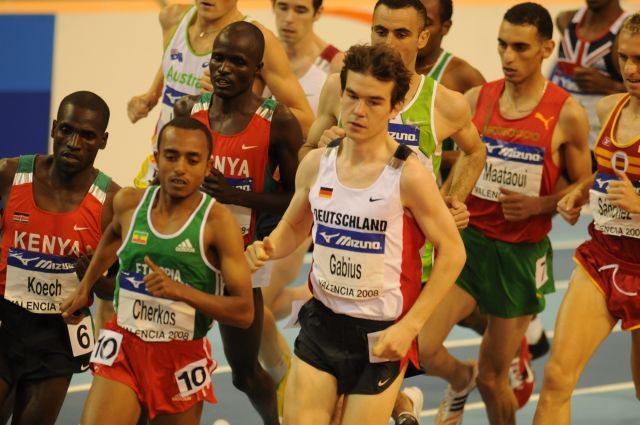

## Rezultate
RM - record mondial; RC - record al competiției; AM - record nord-american; AS - record asiatic; RE - record european; OC - record oceanic; SA - record sud-american; RA - record african; RN - record național; PB - cea mai bună performanță a carierei

### Masculin
| Event                | Aur                                                                                          | Aur      | Argint                                                                                            | Argint       | Bronz                                                                              | Bronz      |
| 60 m                 | Olusoji A. Fasuba (NGR)                                                                      | 6,51     | Dwain Chambers (GBR) · Kim Collins (SKN)                                                          | 6,54 PB 6,54 |                                                                                    |            |
| 400 m                | Tyler Christopher (CAN)                                                                      | 45,67    | Johan Wissman (SWE)                                                                               | 46,04 PB     | Chris Brown (BAH)                                                                  | 46,26      |
| 800 m                | Abubaker Kaki Khamis (SUD)                                                                   | 1:44,81  | Mbulaeni Mulaudzi (RSA)                                                                           | 1:44,91 RN   | Yusuf Saad Kamel (BHR)                                                             | 1:45,26 AS |
| 1500 m               | Deresse Mekonnen (ETH)                                                                       | 3:38,23  | Daniel Kipchirchir Komen (KEN)                                                                    | 3:38,54      | Juan Carlos Higuero (ESP)                                                          | 3:38,82    |
| 3000 m               | Tariku Bekele (ETH)                                                                          | 7:48,23  | Paul Kipsiele Koech (KEN)                                                                         | 7:49,05      | Abreham Cherkos (ETH)                                                              | 7:49,96    |
| 60 m garduri         | Liu Xiang (CHN)                                                                              | 7,46     | Allen Johnson (USA)                                                                               | 7,55         | Evgheni Borisov (RUS) · Staņislavs Olijars (LAT)                                   | 7,60       |
| Ștafetă 4×400 m      | Statele Unite · James Davis · Jamaal Torrance · Greg Nixon · Kelly Willie · Joel Stallworth* | 3:06,79  | Jamaica · Michael Blackwood · Edino Steele · Adrian Findlay · DeWayne Barrett · Aldwyn Sappleton* | 3:07,69      | Republica Dominicană · Arismendy Peguero · Carlos Santa · Pedro Mejía · Yoel Tapia | 3:07,77 RN |
| Săritura în înălțime | Stefan Holm (SWE)                                                                            | 2,36     | Iaroslav Râbakov (RUS)                                                                            | 2,34         | Andra Manson (USA) · Kyriakos Ioannou (CYP)                                        | 2,30       |
| Săritura cu prăjina  | Evgheni Lukianenko (RUS)                                                                     | 5,90     | Brad Walker (USA)                                                                                 | 5,85 PB      | Steven Hooker (AUS)                                                                | 5,80       |
| Săritura în lungime  | Godfrey Khotso Mokoena (RSA)                                                                 | 8,08     | Chris Tomlinson (GBR)                                                                             | 8,06         | Mohamed Salman Al-Khuwalidi (KSA)                                                  | 8,01       |
| Triplusalt           | Phillips Idowu (GBR)                                                                         | 17,75 RN | Arnie David Giralt (CUB)                                                                          | 17,47 PB     | Nelson Évora (POR)                                                                 | 17,27      |
| Aruncarea greutății  | Christian Cantwell (USA)                                                                     | 21,77    | Reese Hoffa (USA)                                                                                 | 21,20        | Tomasz Majewski (POL)                                                              | 20,93 RN   |
| Heptatlon            | Bryan Clay (USA)                                                                             | 6371     | Andrei Krauceanka (BLR)                                                                           | 6234 RN      | Dmitri Karpov (KAZ)                                                                | 6131       |

* Atletul a participat doar la calificări, dar a primit o medalie.

### Feminin
| Event                | Aur                                                                       | Aur        | Argint                                                                     | Argint       | Bronz                                                                               | Bronz        |
| 60 m                 | Angela Williams (USA)                                                     | 7,06       | Jeanette Kwakye (GBR)                                                      | 7,08 RN      | Tahesia Harrigan (IVB)                                                              | 7,09 RN      |
| 400 m                | Olesia Zâkina (RUS)                                                       | 51,09      | Natalia Nazarova (RUS)                                                     | 51,10        | Shareese Woods (USA)                                                                | 51,41 PB     |
| 800 m                | Tamsyn Lewis (AUS)                                                        | 2:02,57    | Tetiana Petliuk (UKR)                                                      | 2:02,66      | Maria de Lurdes Mutola (MOZ)                                                        | 2:02,97      |
| 1500 m               | Gelete Burka (ETH)                                                        | 3:59,75 RA | Maryam Yusuf Jamal (BHR)                                                   | 3:59,79 (AR) | Daniela Iordanova (BUL)                                                             | 4:04,19 RN   |
| 3000 m               | Meseret Defar (ETH)                                                       | 8:38,79    | Meselech Melkamu (ETH)                                                     | 8:41,50      | Mariem Alaoui Selsouli (MAR)                                                        | 8:41,66      |
| 60 m garduri         | LoLo Jones (USA)                                                          | 7,80       | Candice Davis (USA)                                                        | 7,93         | Anay Tejeda (CUB)                                                                   | 7,98         |
| Ștafetă 4×400 m      | Rusia · Iulia Gușcina · Tatiana Levina · Natalia Nazarova · Olesea Zâkina | 3:28,17    | Belarus · Anna Kozak · Irina Hliustava · Sveatlana Usovici · Ilona Usovici | 3:28,90      | Statele Unite · Angel Perkins · Miriam Barnes · Shareese Woods · Moushaumi Robinson | 3:29,30      |
| Săritura în înălțime | Blanka Vlašić (CRO)                                                       | 2,03       | Elena Slesarenko (RUS)                                                     | 2,01         | Vita Palamar (UKR)                                                                  | 2,01 RN      |
| Săritura cu prăjina  | Elena Isinbaeva (RUS)                                                     | 4,75       | Jennifer Stuczynski (USA)                                                  | 4,75 PB      | Fabiana Murer (BRA) · Monika Pyrek (POL)                                            | 4,70 SA 4,70 |
| Săritura în lungime  | Naide Gomes (POR)                                                         | 7,00       | Maurren Maggi (BRA)                                                        | 6,89 SA      | Irina Simaghina (RUS)                                                               | 6,88         |
| Triplusalt           | Yargelis Savigne (CUB)                                                    | 15,05 AM   | Marija Šestak (SLO)                                                        | 14,68        | Olga Rîpakova (KAZ)                                                                 | 14,58 AS     |
| Aruncarea greutății  | Valerie Vili (NZL)                                                        | 20,19 OC   | Li Meiju (CHN)                                                             | 19,09 PB     | Misleydis González (CUB)                                                            | 18,75 PB     |
| Pentatlon            | Tia Hellebaut (BEL)                                                       | 4867       | Kelly Sotherton (GBR)                                                      | 4852         | Anna Bogdanova (RUS)                                                                | 4753         |

* Atleta a participat doar la calificări, dar a primit o medalie.

## Clasament pe medalii

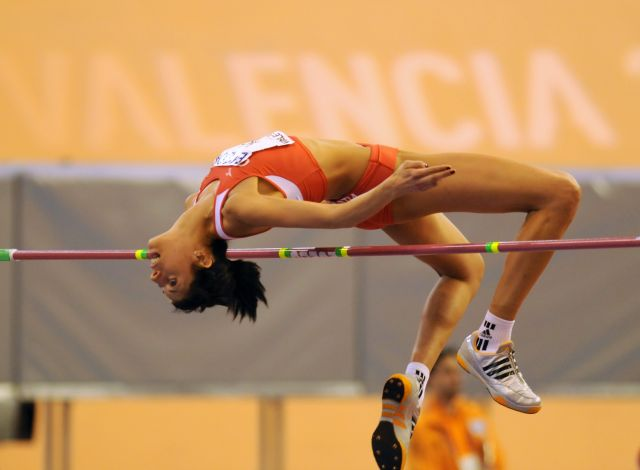
Blanka Vlasic a câstigat aurul la săritură în înălțime

| Loc   | Țară                       | Aur | Argint | Bronz | Total |
| ----- | -------------------------- | --- | ------ | ----- | ----- |
| 1     | Statele Unite ale Americii | 5   | 5      | 3     | 13    |
| 2     | Rusia                      | 4   | 3      | 3     | 10    |
| 3     | Etiopia                    | 4   | 1      | 1     | 6     |
| 4     | Regatul Unit               | 1   | 4      | –     | 5     |
| 5     | Cuba                       | 1   | 1      | 2     | 4     |
| 6     | Suedia                     | 1   | 1      | –     | 2     |
| 6     | China                      | 1   | 1      | –     | 2     |
| 6     | Africa de Sud              | 1   | 1      | –     | 2     |
| 8     | Australia                  | 1   | –      | 1     | 2     |
| 8     | Portugalia                 | 1   | –      | 1     | 2     |
| 11    | Belgia                     | 1   | –      | –     | 1     |
| 11    | Canada                     | 1   | –      | –     | 1     |
| 11    | Croația                    | 1   | –      | –     | 1     |
| 11    | Noua Zeelandă              | 1   | –      | –     | 1     |
| 11    | Nigeria                    | 1   | –      | –     | 1     |
| 11    | Sudan                      | 1   | –      | –     | 1     |
| 17    | Belarus                    | –   | 2      | –     | 2     |
| 17    | Kenya                      | –   | 2      | –     | 2     |
| 19    | Brazilia                   | –   | 1      | 1     | 2     |
| 19    | Bahrain                    | –   | 1      | 1     | 2     |
| 19    | Ucraina                    | –   | 1      | 1     | 2     |
| 22    | Jamaica                    | –   | 1      | –     | 1     |
| 22    | Sfântul Kitts și Nevis     | –   | 1      | –     | 1     |
| 22    | Slovenia                   | –   | 1      | –     | 1     |
| 25    | Kazahstan                  | –   | –      | 2     | 2     |
| 25    | Polonia                    | –   | –      | 2     | 2     |
| 27    | Bahamas                    | –   | –      | 1     | 1     |
| 27    | Insulele Virgine Britanice | –   | –      | 1     | 1     |
| 27    | Bulgaria                   | –   | –      | 1     | 1     |
| 27    | Cipru                      | –   | –      | 1     | 1     |
| 27    | Republica Dominicană       | –   | –      | 1     | 1     |
| 27    | Letonia                    | –   | –      | 1     | 1     |
| 27    | Maroc                      | –   | –      | 1     | 1     |
| 27    | Mozambic                   | –   | –      | 1     | 1     |
| 27    | Arabia Saudită             | –   | –      | 1     | 1     |
| 27    | Spania                     | –   | –      | 1     | 1     |
| Total | Total                      | 26  | 27     | 28    | 81    |

## Participarea României la campionat
13 atleți au reprezentat România.
- Liliana Popescu – 1500 m - locul 4
- Angela Moroșanu – ștafetă 4×400 m - locul 5, 400 m - locul 5
- Anamaria Ioniță – ștafetă 4×400 m - locul 5
- Mirela Lavric – ștafetă 4×400 m - locul 5
- Iuliana Popescu – ștafetă 4×400 m - locul 5
- Mihaela Neacșu – 800m - locul 7
- Adelina Gavrilă – triplusalt - locul 9
- Elena Antoci – 1500 m - locul 11 – 1500 m - locul 13
- Cristina Bujin – triplusalt - locul 13
- Daniela Donisă – 1500 m - locul 21
- Alexandru Mihăilescu – 60 m garduri - locul 22
- Mircea Bogdan – 1500 m - locul 25
- Anca Heltne – greutate - NS

## Participarea Republicii Moldova la campionat
Un atlet a reprezentat Republica Moldova.
- Ivan Emilianov – greutate - locul 18